# Доситеево
Доситеево (болг. Доситеево) — село в Болгарии. Находится в Хасковской области, входит в общину Харманли. Население составляет 323 человека.

## Политическая ситуация
В местном кметстве Доситеево, в состав которого входит Доситеево, должность кмета (старосты) исполняет Митко Тянев Вылчев (коалиция в составе двух партий: движение «Георгиев день» и «Союз свободной демократии») по результатам выборов.
Кмет (мэр) общины Харманли — Михаил Христов Лисков (коалиция трёх партий: Болгарская социалистическая партия, Болгарская социал-демократия, политический клуб «Фракия») по результатам выборов.